# NU Colombia
El NU Colombia (código UCI: TNC) es un equipo ciclista colombiano de categoría Continental.

## Historia
El equipo inicia en el 2024 como un proyecto ambicioso patrocinado por la entidad financiera Nu Colombia, filial de Nubank. El equipo de ciclismo hará parte de la categoría Continental UCI (Unión Ciclista Internacional) con el objetivo de participar en competencias nacionales e internacionales
en las categorías élite y sub-23 en la rama masculina.
La escuadra estará dirigida por Raúl Mesa, uno de los entrenadores colombianos con mayor número de títulos en las competencias nacionales; Raúl trae toda su experiencia a este equipo que tiene como objetivo bajo la dirección deportiva llevar los colores de Nu por las carreteras nacionales e internacionales.

## Material ciclista
El equipo utiliza bicicletas Scott y componentes Shimano.

## Clasificaciones UCI
Las clasificaciones del equipo y de su ciclista más destacado son las siguientes:

### UCI America Tour
| Temporada | Clasificación por equipos | Mejor corredor | Posición |
| 2024      |                           | Bandera de ?   |          |

## Palmarés
Para años anteriores véase: Palmarés del NU Colombia.

### Palmarés 2025

#### Circuitos Continentales UCI
| Fechas       | Circuito              | Carreras                                              | Ganador              |
| 4 de abril   | UCI America Tour 2025 | 1.ª etapa de la Jamaica International Cycling Classic | Jonathan Guatibonza  |
| 6 de abril   | UCI America Tour 2025 | Jamaica International Cycling Classic                 | Sergio Luis Henao    |
| 30 de abril  | UCI America Tour 2025 | 1.ª etapa de la Vuelta Bantrab                        | Jhonatan Chaves      |
| 3 de mayo    | UCI America Tour 2025 | 4.ª etapa de la Vuelta Bantrab                        | Juan Diego Alba      |
| 3 de agosto  | UCI America Tour 2025 | 3.ª etapa de la Vuelta a Colombia (CRI)               | Rodrigo Contreras    |
| 6 de agosto  | UCI Europe Tour 2025  | 5.ª etapa del Tour de Guadalupe                       | Jhonatan Chaves      |
| 9 de agosto  | UCI Europe Tour 2025  | 8.ª etapa del Tour de Guadalupe                       | Andrés Camilo Ardila |
| 10 de agosto | UCI America Tour 2025 | Vuelta a Colombia                                     | Rodrigo Contreras    |
| 10 de agosto | UCI Europe Tour 2025  | Tour de Guadalupe                                     | Andrés Camilo Ardila |

## Plantillas
Para años anteriores, véase Plantillas del NU Colombia

### Plantilla 2024
| Integrantes del equipo 2024 | Integrantes del equipo 2024 | Integrantes del equipo 2024                    | Integrantes del equipo 2024 |
| Corredor                    | Fecha de nacimiento         | Equipo previo                                  |                             |
| --------------------------- | --------------------------- | ---------------------------------------------- | --------------------------- |
| Anderson Arboleda           | 1 de enero de 2000          | EPM-Scott (2022)                               |                             |
| Andrés Camilo Ardila        | 2 de junio de 1999          | Burgos-BH (2023)                               |                             |
| Jhonatan Chaves             | 13 de enero de 2000         | EPM (2023)                                     |                             |
| Rodrigo Contreras           | 2 de junio de 1994          | Colombia Potencia de la Vida-GW Shimano (2023) |                             |
| Heberth Gutiérrez           | 17 de septiembre de 1999    | EPM (2023)                                     |                             |
| Sergio Luis Henao           | 10 de diciembre de 1987     | Denver Disruptors (2023)                       |                             |
| Manuel David Herrera        | 22 de abril de 2002         | EPM (2023)                                     |                             |
| Daniel Méndez               | 2 de junio de 2000          | EPM (2023)                                     |                             |
| Mateo Mondragón             | 10 de abril de 2002         | EPM (2023)                                     |                             |
| Daniel Muñoz                | 21 de noviembre de 1996     | EPM (2023)                                     |                             |
| Cristian Camilo Muñoz       | 20 de marzo de 1996         | EPM (2023)                                     |                             |
| Rafael Stiven Pineda        | 22 de abril de 1999         | Colombia Potencia de la Vida-GW Shimano (2023) |                             |
| Óscar Quiroz                | 3 de julio de 1994          | Colombia Potencia de la Vida-GW Shimano (2023) |                             |
|                             |                             |                                                |                             |
| Fuente: ProCyclingStats     |                             |                                                |                             |